# Факультет
Факульте́т (нім. Fakultät, від лат. facultas — спроможність, здатність)  — основний організаційний і навчально-науковий структурний підрозділ закладу вищої освіти третього та четвертого рівнів акредитації, що об'єднує відповідні кафедри і лабораторії.
Цю назву почали використовувати ще в середньовічних університетах, коли створилися умови для підготовки фахівців за різними напрямками. У цивільних закладах вищої освіти факультет очолює декан, у силових — начальник.
Факультет — це структурний підрозділ закладу вищої освіти, що об'єднує не менш як три кафедри та/або лабораторії, які в державних і комунальних закладах вищої освіти у сукупності забезпечують підготовку не менше 200 здобувачів вищої освіти денної форми навчання (крім факультетів закладів вищої військової освіти (закладів вищої освіти із специфічними умовами навчання), закладів вищої освіти фізичного виховання і спорту, закладів вищої освіти культури та мистецтва). Керівництво факультетом здійснює декан (начальник), який не може перебувати на цій посаді більш як два строки. Керівник факультету повинен мати науковий ступінь та/або вчене (почесне) звання, як правило,  відповідно до профілю факультету. Декан (начальник) факультету може делегувати частину своїх повноважень своїм заступникам. Повноваження керівника факультету визначаються положенням про факультет, яке затверджується вченою радою закладу вищої освіти.